# Wellman Braud
Pour les articles homonymes, voir Braud.
Wellman Braud était un contrebassiste américain de jazz né en Louisiane en 1891 et mort à Los Angeles en 1966.

## Biographie
Il a notamment joué pendant les années 1930-1940 dans le groupe instrumental et vocal de jazz Spirits of Rhythm.

## Discographie
Enregistrement :
- The Blues with a feeling (avec Ellington, 1928)